# Jozef Israëls
Jozef Israëls (nederländskt uttal: [ˈjoːzəf ˈɪsrɑɛls]), född 27 januari 1824 i Groningen, död 25 augusti 1911 i Haag, var en nederländsk konstnär. Israëls är mest känd som genremålare med skildringar av holländska landskap, befolkade av människor i vardagliga sysslor. Han utövade stort inflytande på nederländsk konst och är representerad på de flesta nederländska konstmuseer, särskilt på Mesdagsmuseet i Haag.

## Biografi

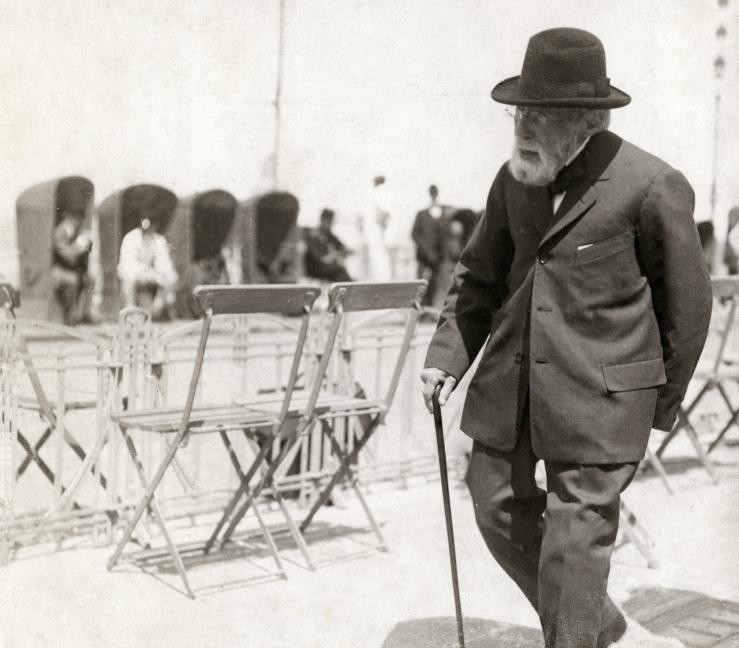
Konstnären på strandpromenad i Scheveningen 1911, samma år som han dog.

Israëls, som var av judisk härkomst, föddes 1824 i Groningen i norra Nederländerna. Hans far avsåg att göra sonen till affärsman, och det var först efter en enveten kamp som Jozef Israëls tilläts börja en konstnärlig karriär. Han började måla medan han arbetade åt sin far, med handledning av två lokala inte särskilt framstående målare. Därefter skickades han till Amsterdam och blev elev hos Kruseman (antingen Jan Kruseman eller Cornelis Kruseman), samtidigt som han tog teckningslektioner på konstakademin. 1845–1847 vistades han i Paris där han arbetade i Picots ateljé, och återvände sedan till Amsterdam. År 1870 flyttade han till Haag för gott, och kom där att ingå i Haagskolan. Han avled 1911 i stadsdelen Scheveningen. 
Jozef Israëls son Isaac Israëls (född 1865) blev också målare, i en stil liknande faderns.

## Konstnärskap

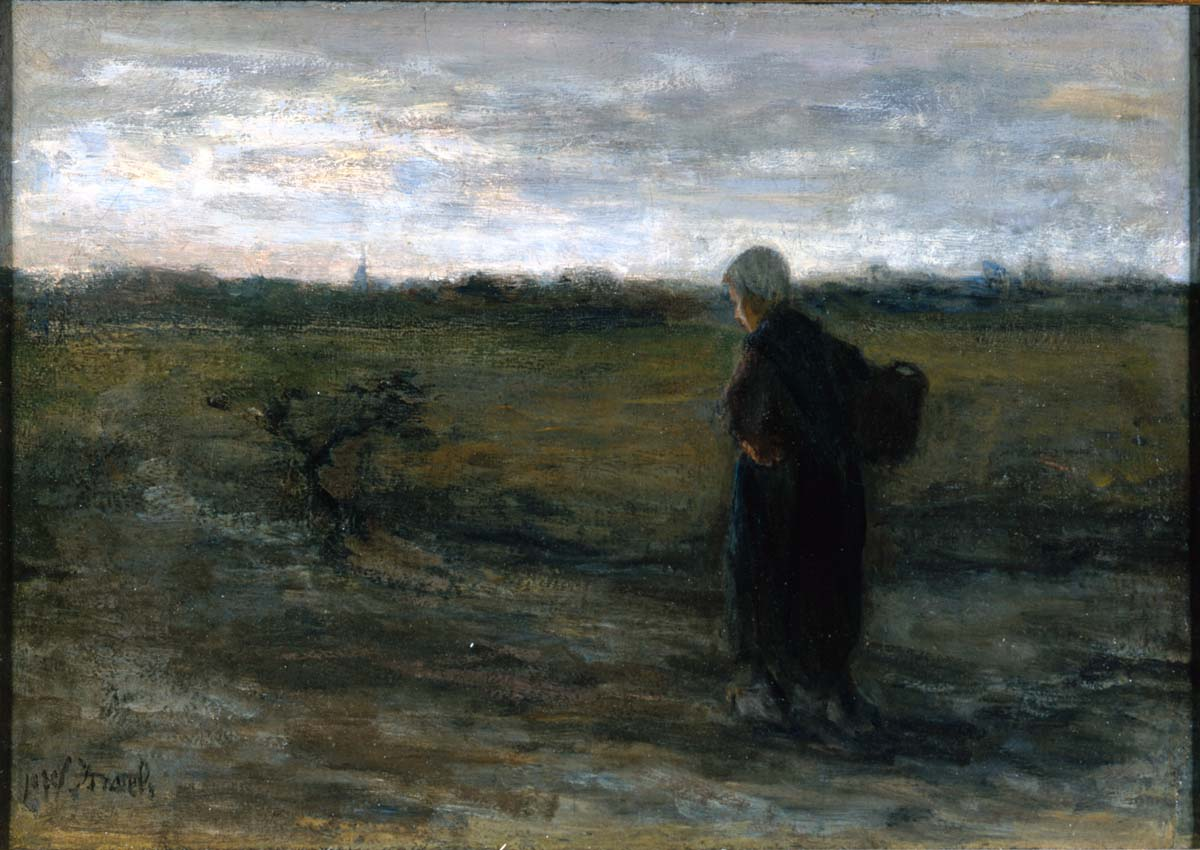
"Kvinna på fält"

Israëls slog igenom som historiemålare med dramatiska motiv, i tidens romantiska stil. Omkring 1855 gick han över till att måla arbetande människor som fiskare och jordbrukare, efter att ha tillfrisknat efter sjukdom i fiskebyn Zandvoort och slagits av livets dagliga tragedi. Hans fokus låg på uttryck för människans psyke. Hans konst har ofta jämförts med Jean-François Millet; båda fann i de fattigas och svagas liv en möjlighet att uttrycka sin breda mänskliga sympati, men där Millet avbildade lugnt lantliv finns hos Israëls alltid ett genomträngande lidande. Israëls var påverkad av 1600-talets holländska konst och vad gäller skymningsmåleri särskilt av Rembrandt. 

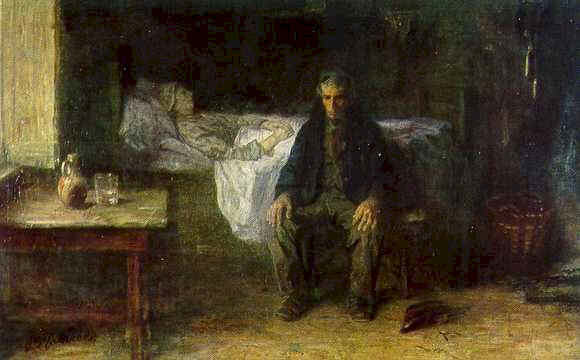
Ensam i världen av Jozef Israëls, 1881.

1862 nådde han stora framgångar i London med sina målningar Skeppsbrutna och "Vaggan", två bilder som i tidskriften Athenaeum beskrevs som de mest rörande bilderna i utställningen. Inom genremåleriet märks Judebröllop (Amsterdam) och Den enkla måltiden (Glasgow). Bland hans senare verk finns Änklingen (i Mesdagsamlingen), När vi blir gamla och Ensam i världen (Van Gogh-museet / Amsterdam gallery). "David sjunger för Saul" är ett av hans senare verk som antyder att ungdomens intresse för "rembrandteri" givit utdelning.  
Israëls var också porträtt- och gruppmålare. Hans etsningar står högt, liksom hans kolteckningar och akvareller. Liksom hans målningar är de övriga verken fulla av djup känsla och i allmänhet framställda i breda sjok av ljus och skugga, som ger utrymme åt det huvudsakliga motivet utan att detaljerna försummas. 
En av de målare som anses särskilt påverkade av Israëls är skotten Robert McGregor (1847-1922). 

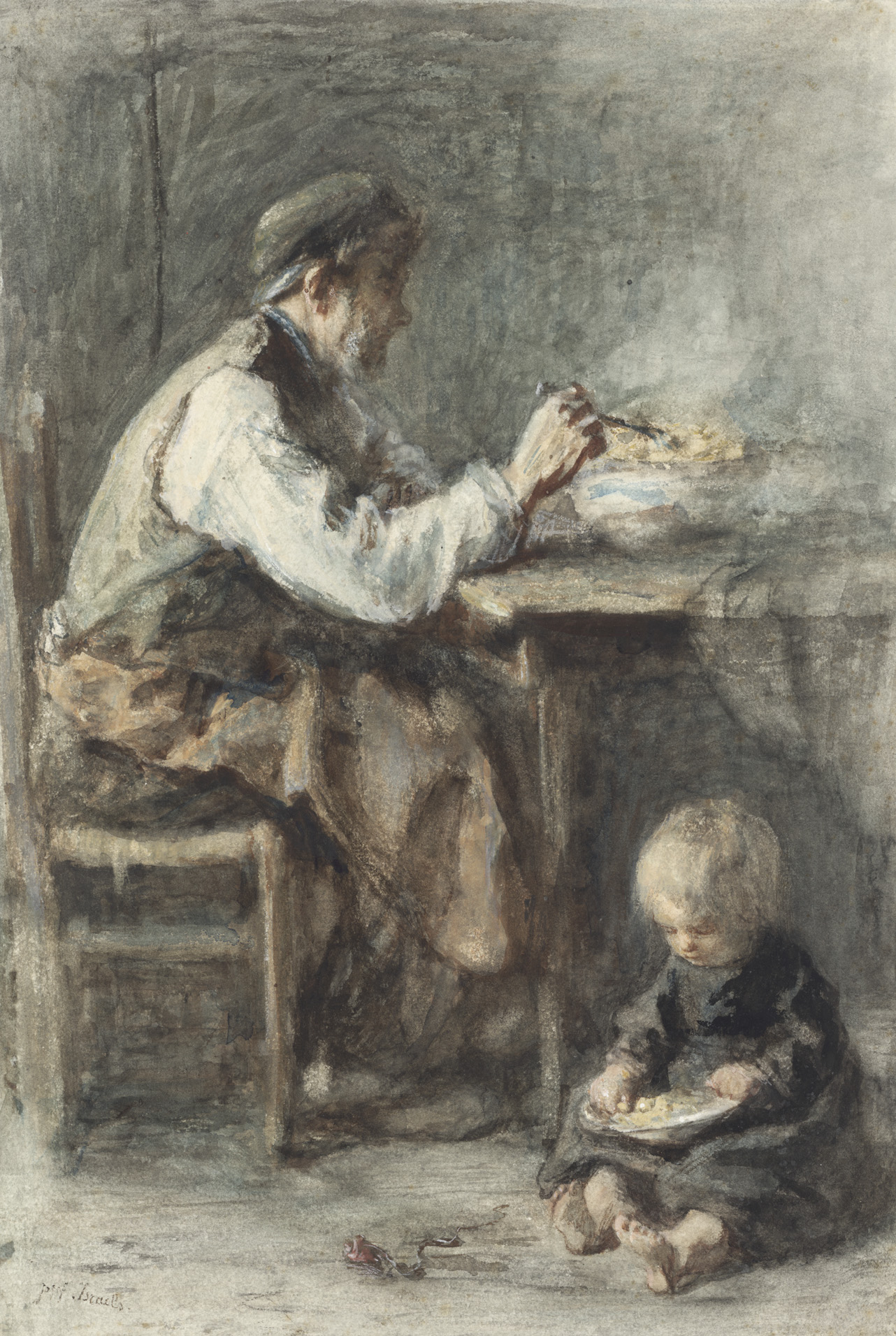
De schoenmaker ("Skomakaren")
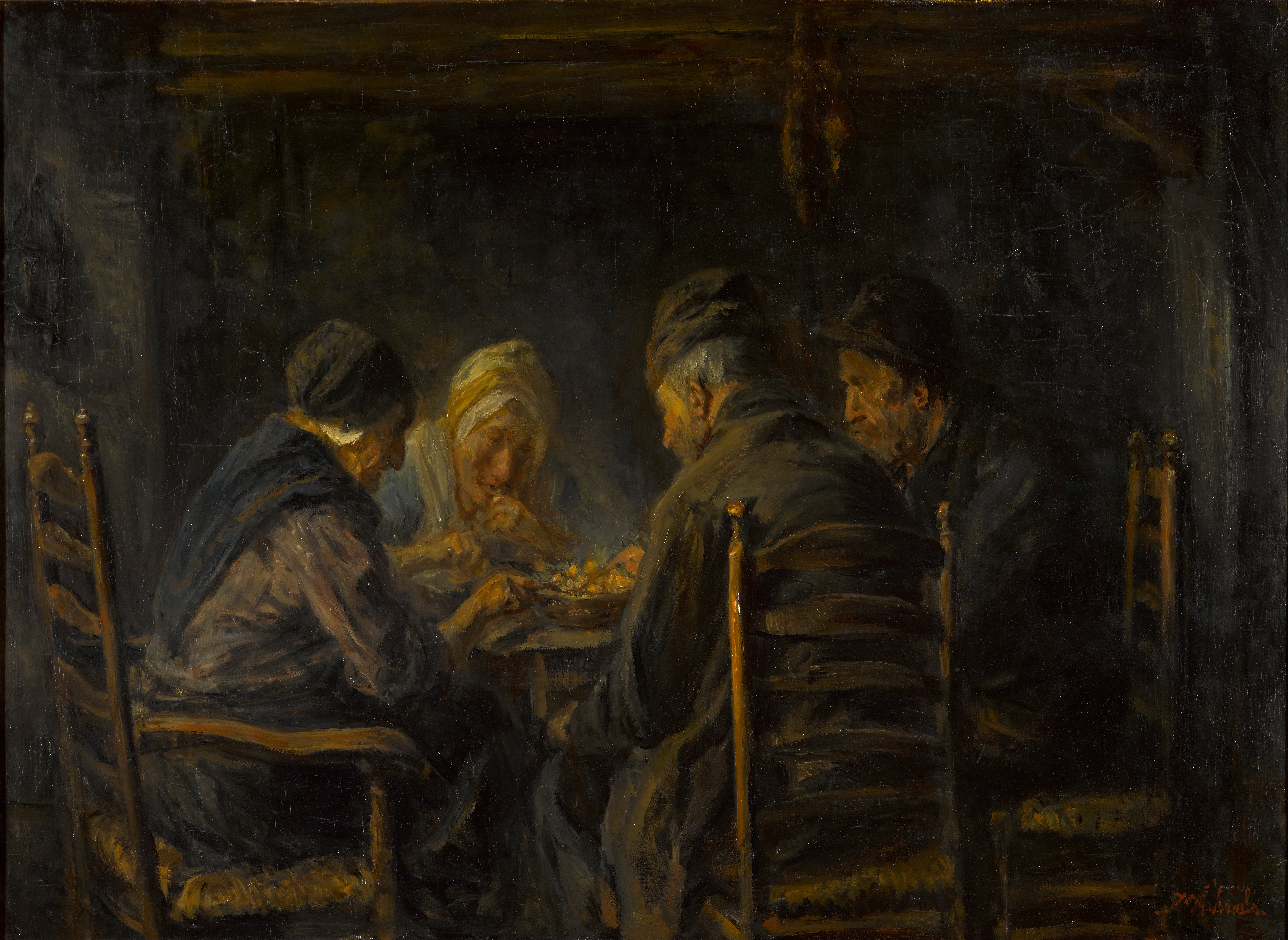
"Potatisätare"
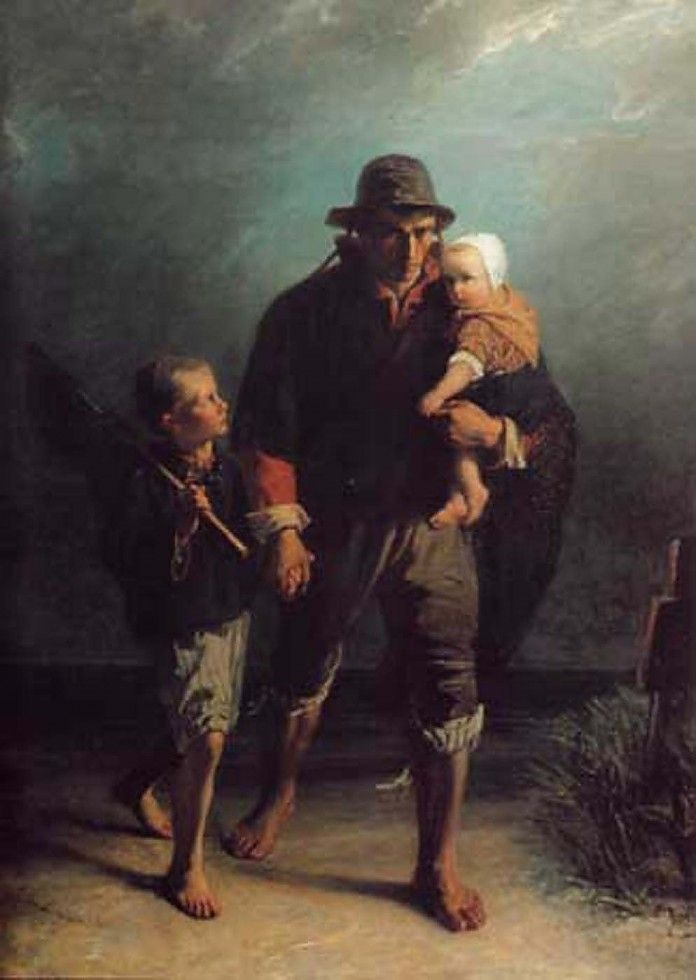
Langs moeders graf (Ung. "Vid moderns grav")
- Teckningar av Josef och Isaac Israëls, film